# Солнечное (Тернопольская область)
Солнечное (укр. Сонячне) — село в Подгаецкой городской общине Тернопольского района Тернопольской области Украины.
До 2020 года входило в Подгаецкий район.
Население по переписи 2001 года составляло 56 человек. Почтовый индекс — 48013. Телефонный код — 3542.